# 格勒诺布尔足球俱乐部
格勒诺布尔足球俱乐部（法語：Grenoble Foot 38）是位於法国东南部伊泽尔省首府格勒诺布尔的足球俱乐部，於2008–09年球季升上法國甲組足球聯賽，在法甲逗留兩年後以墊底成績降班返回法乙。

## 歷史
球隊於1892年以「Football Club de Grenoble」名義成立，1997年當時已更名為「Olympique Grenoble Isère」的格勒诺布尔與「Norcap Olympique」合併組成現在的「Grenoble Foot 38」。
2004年10月日本企業「株式會社Index Holdings」收購格勒诺布尔，同時為球隊建立新球場取代舊有的勒斯迪古埃雷球场（Stade Lesdiguières），新球場名為阿尔卑斯山球场（Stade des Alpes），可以容納20,000名觀眾，於2008年2月15日揭幕啟用，首場比賽以2-0擊敗（Clermont Foot）。

### 更名
- 1892–1977年：Football Club de Grenoble
- 1977–1984年：Football Club Association Sportive de Grenoble
- 1984–1990年：Football Club de Grenoble Dauphine
- 1990–1992年：Football Club de Grenoble Isère
- 1992–1993年：Football Club de Grenoble Jojo Isère
- 1993–1997年：Olympique Grenoble Isère
- 1997–現在：Grenoble Foot 38

### 贊助
- 1975－1980年：家樂福（Carrefour）
- 1980－1982年：RMO
- 1982－1986年：法国农业信贷银行（Crédit Agricole）
- 1997－2001年：Dalkia
- 2001－2004年：Vicat
- 1997－2004年：Sodexho
- 2004－2005年：法國電視台（France Télévisions）
- 2006－2009年：Index Corporation
- 2007－2009年：ISS

## 榮譽
- 法國足球乙組聯賽
  - 冠軍（2）：1959/60年、1961/62年；
- 法國足球丙組聯賽
  - 冠軍（1）：2000/01年；
- 法國足球業餘聯賽（B組）
  - 冠軍（1）：1999年；
- 法國盃
  - 半準決賽：1953年、2001年、2005年；
- 阿爾卑斯山盃（Coupe des Alpes）
  - 亞軍：1962年；

## 著名球員
- （Youri Djorkaeff）
- （Gustavo Poyet）
- 大黑将志（Masashi Oguro）
- （Ibrahima Sonko）
- 吉鲁 （Olivier Giroud）

## 外部連結
- http://www.grenoblefoot38.fr/ （页面存档备份，存于）